# Charlottenplatz (Stadtbahn di Stoccarda)
La stazione di Charlottenplatz è una stazione sotterranea della Stadtbahn di Stoccarda.

## Storia
Per decongestionare il nodo stradale e tranviario di Charlottenplatz, punto d'incrocio delle strade federali 14 e 27, i pianificatori cittadini di Stoccarda progettarono una soluzione a più livelli: al livello -1 sarebbero corse le tranvie in direzione est-ovest, mentre al livello -2 le tranvie in direzione nord-sud affiancate al tunnel stradale della strada federale 27.
I lavori ebbero inizio nel luglio 1962.
Il tunnel tranviario in direzione nord-sud, lungo 750 m (comprese le rampe d'accesso) e comprendente la stazione sotterranea di Charlottenplatz, venne attivato il 10 maggio 1966.

## Movimento
La stazione è servita al livello superiore dalle linee U5, U6, U7, U12 e U15, e al livello inferiore dalle linee U1, U2, U4, U9, U11 e U14.